# 管狐

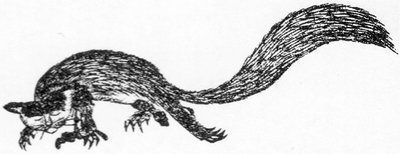
三好想山《想山著聞奇集》中的管狐

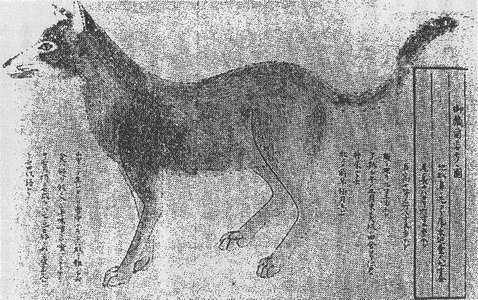
松浦清《甲子夜話》的管狐。

管狐（日语：くだぎつね）是日本民間傳說中能附身於人的一種妖怪，在以長野縣為首的中部地區、東海地方、関東地方南部、東北地方皆有流傳。在關東的千葉縣和神奈川縣之间则沒有管狐的傳說、這些地方被認為是關東尾先狐（日语：オサキ）的勢力圈。

## 概要
管狐有像名字一般能進入竹筒內的大小，或是如火柴盒般大、總共會增加到75隻的說法，在日本有各種各樣的說法流傳著。
祂們有個叫飯綱的別名（いづな），又稱飯繩權現。為新潟縣、中部地方、東北地方的霊能者與長野縣的飯綱使（いづなつかい）擁有。飯綱具有神通、並被霊能者役使於占卜。飯綱使操作飯綱進行預言等善意宗教活動的同時，也有操控飯綱附身到委託者所憎恨的人身上，令其產生疾病之類惡意活動。
在日本也有這是狐狸附身的一種說法，地方上被人認為有管狐居住的家庭，會被人們以「擁有管狐」、「管狐屋」、「役使管狐」等稱呼並遭受忌諱。管狐是附在家庭中，而不是附在個人或東西上的說法亦有很多。這是以即使家中主人沒有意圖、尾先狐仍能隨意行動。而管狐的情況是主人要有「役使」的意圖，管狐才能活動的特徵來作考慮。一般認為管狐會依從主人的意思，從別人家裡籌措物品，養育管狐的家庭因此漸漸會變得富裕。日本亦有儘管最初該家庭變得富裕，但隨著管狐的數量增為75隻後，反倒會將家產吃光令其家道中落的說法。

## 註解
1. ↑  石塚尊俊. . 未來社. 1977: 22-23頁. ISBN 978-4624200015 （日语）.
2. 1 2 3 4 5  . : 28–34頁. ISBN 978-4624200015 （日语）.
3. 1 2  宮本袈裟雄他. 桜井徳太郎編 , 编. . 東京堂出版. 1980: 103–104頁. ISBN 978-4-490-10137-9 （日语）.